# Hernán Medford
Hernán Medford, född 23 maj 1968 i San José i Costa Rica, är en costaricansk före detta fotbollsanfallare, senare tränare inom samma sport.
Hernán Medford spelade för Costa Ricas landslag i VM 1990 och 2002. I den sista gruppspelsmatchen i VM 1990 sköt Medford ut Sverige ur VM genom att kontra in 2-1-målet bakom Sveriges målvakt Thomas Ravelli.
Medford var senare förbundskapten för Costa Rica, mellan 28 oktober 2006 och 27 juni 2008, då han avskedades efter "svaga resultat" och "bara några få vinster". Han var under 2014 Honduras förbundskapten.

## Klubbar
- Deportivo Saprissa
- Dinamo Zagreb
- SK Rapid Wien
- Rayo Vallecano
- US Foggia
- CF Pachuca
- Club León
- Necaxa